# Circo de Troumouse

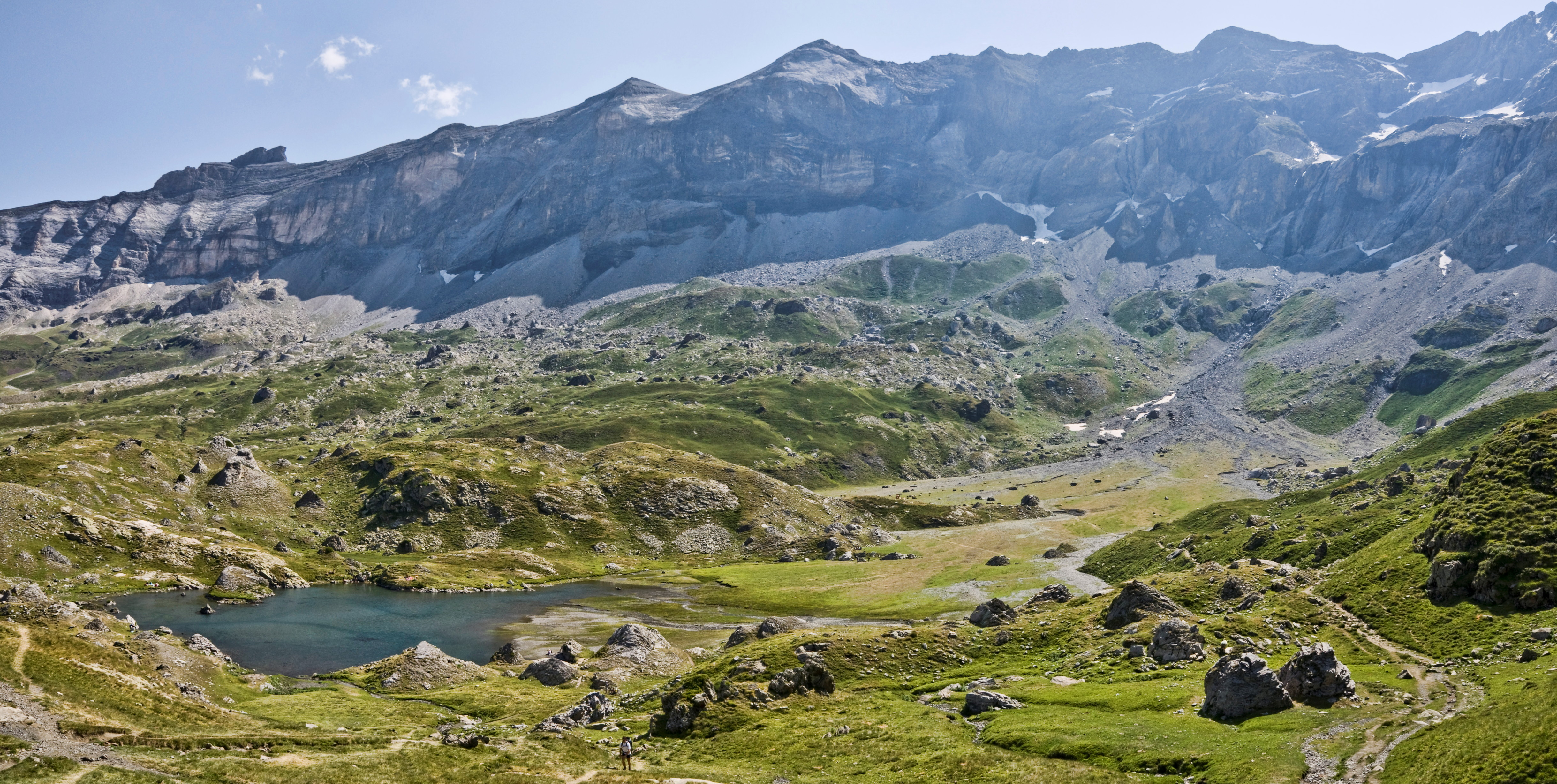
Vista panorámica del circo de Troumouse.

El circo glaciar de Troumouse (en francés: Cirque de Troumouse) está situado en el centro de la cordillera de los Pirineos, en el departamento de los Altos Pirineos de Francia, haciendo frontera con España. Tiene un diámetro medio de 4 km y su base se sitúa en torno a los 2200 metros de altura. Es uno de los circos más grandes de los Pirineos y Europa. Las cumbres que lo conforman alcanzan los 2.800 y 3.100 metros de altitud, siendo el de pico de La Munia el más alto. El clima del lugar ha hecho que el circo esté desprovisto de árboles y grandes matorrales. Gracias a su importancia medioambiental, el paraje está incluido dentro del parque nacional de los Pirineos.

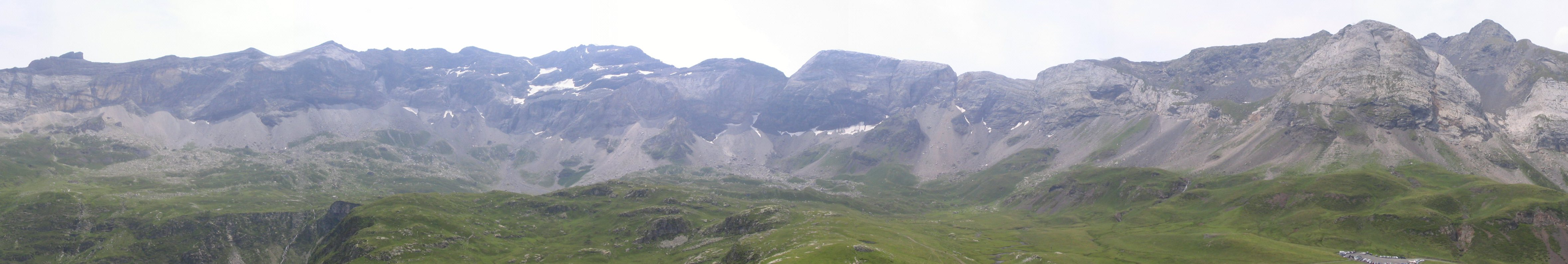
Vista panorámica del circo de Troumouse.